# Qoros
Qoros (Chinees: 观致汽车) is een Chinees automerk, dat is opgericht in 2007. Het automerk is een joint venture tussen Chery Automobile en de Israel Corporation. De Qoros 3 wordt sinds november 2013 in China verkocht.

## Naam
Het bedrijf heeft twee namen, namelijk de Chinese en de internationale. De Chinese naam is 观致汽车 (transliteratie: Guan Zhi). Guan is Chinees voor leren, observeren en Zhi is Chinees voor perfectie.
De internationale naam is Qoros en verwijst naar het Griekse woord χορός (khoros), dat koor betekent. Deze naam is gekozen omdat Qoros wordt bestuurd door mensen van verschillende nationaliteiten.

## Logo
Het logo van Qoros is een rechthoek met afgeronde hoeken, waarin de letter "Q" van Qoros staat.

## Geschiedenis
Qoros werd opgericht in 2007 als een joint venture tussen Chery Automobile en de Israel Corporation. Beide bedrijven staken bij het begin ongeveer USD 1,5 miljard in Qoros. Op de Autosalon van Genève in maart 2013 onthulde Qoros zijn eerste modellen, namelijk de Qoros 3, de Qoros Cross Hybrid Concept en de Qoros Wagon Concept.

## Fabriek
Alle modellen van Qoros zullen worden geassembleerd in een fabriek in Changshu. Als de fabriek af is zal hij een productiecapaciteit van 150.000 auto's per jaar hebben, maar dit kan in 2016 groeien tot 450.000 auto's per jaar.

## Modellen
- Qoros Flagship Concept (2012)
- Qoros HQ3 Cross (2012)
- Qoros 3 City SUV
- Qoros 3 Sedan
- Qoros 3 Cross Hybrid Concept (2013)
- Qoros 3 Estate Concept (2013)
- Qoros 5
- Qoros 7